# اکتور آیزپورو
اکتور آیزپورو (اسپانیایی: Héctor Aizpuro‎؛ زادهٔ ۱۰ اکتبر ۱۹۴۰) بازیکن بسکتبال اهل مکزیک بود. وی در بازی‌های المپیک تابستانی ۱۹۶۰ شرکت کرده‌است.